# Tapinoma jtl-ls01
Tapinoma jtl-ls01 é uma espécie de formiga do gênero Tapinoma.